# Max von Forckenbeck

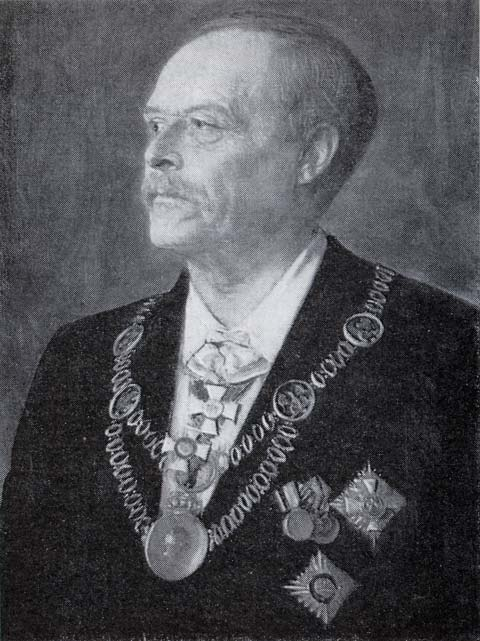
Max von Forckenbeck

Maximilian (Max) Franz August von Forckenbeck (* 23. Oktober 1821 in Münster; † 26. Mai 1892 in Berlin) war ein deutscher Jurist und liberaler Politiker. Er war von 1872 bis 1878 Oberbürgermeister von Breslau und von 1878 bis 1892 Berliner Oberbürgermeister. Er gilt als einer der bedeutendsten Oberbürgermeister Berlins, weil er durch seine umsichtige und sparsame Führung viel für die Berliner und ihre Stadt erreichte.
Forckenbeck war ein führender Vertreter der gemäßigten Liberalen im Königreich Preußen und im 1871 gegründeten Deutschen Kaiserreich. Er war 1861 Mitbegründer der Deutschen Fortschrittspartei, 1866/67 der Nationalliberalen Partei und 1880 der Liberalen Vereinigung („Sezession“). Forckenbeck gehörte ab 1858 dem Preußischen Abgeordnetenhaus an, von 1866 bis 1873 war er dessen Präsident. Zudem war er von 1867 bis zu seinem Tod Mitglied des Reichstages und von 1874 bis 1879 Reichstagspräsident.

## Herkunft, Ausbildung, Beruf

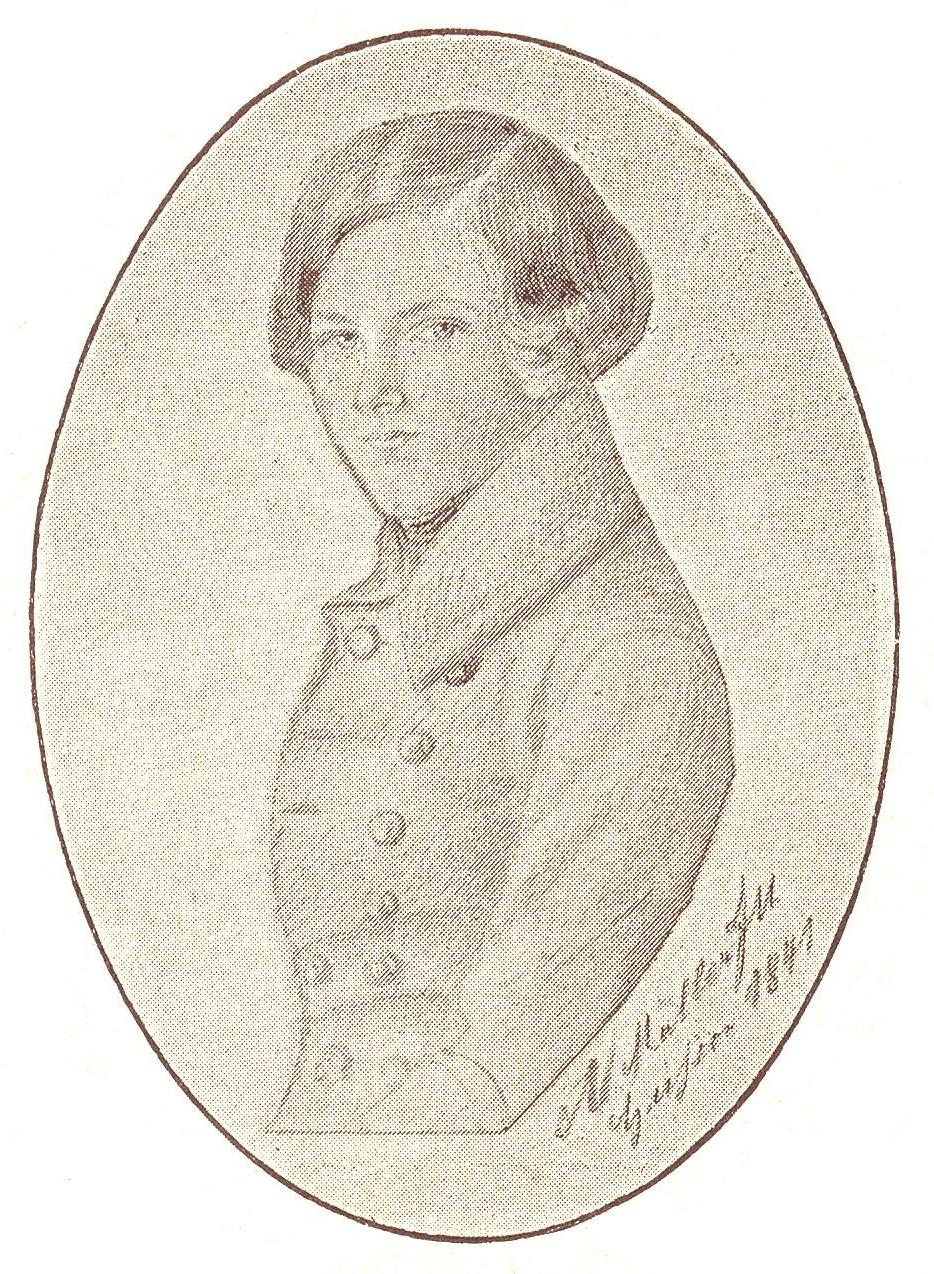
Forckenbeck als Student, 1841

Max von Forckenbeck wurde 1821 als Sohn der münsterländischen Familie von Forckenbeck geboren. Seine Eltern waren der Jurist und preußische Beamte Franz von Forckenbeck (* 1796 in Münster; † 1849 in Berlin) und dessen Ehefrau Brigitte Hosius (1793 in Münster; † 1827 in Paderborn). Der Großvater Maximilian von Forckenbeck war im Hochstift Münster Kanzleidirektor und Wirklicher Geheimer Rat, später preußischer Geheimer Kriegs- und Domänenrat. Der Vater, Mitglied des westfälischen Provinziallandtags, wurde wegen seiner liberalen Gesinnung 1833 nach Breslau strafversetzt, ab 1840 war er Vizepräsident des Oberlandgerichts in Glogau.
Ab 1838 studierte Max von Forckenbeck Rechtswissenschaft an der Ludwigs-Universität Gießen. 1840 wurde er im Corps Teutonia Gießen aktiv. Als Inaktiver wechselte er an die Friedrich-Wilhelms-Universität zu Berlin.
Ab 1842 war er zuerst als Auskultator, dann als Referendar und nach Ablegen des „Großen Staatsexamen“ 1847 als Assessor am Glogauer Stadtgericht tätig. Wegen seines Engagements als Präsident des liberalen Glogauer Konstitutionellen Vereins im Revolutionsjahr 1848 musste er die Richterlaufbahn verlassen. Stattdessen ließ ihn das preußische Justizministerium 1849 als Rechtsanwalt für die ostpreußische Kleinstadt Mohrungen zu, wo er bis 1859 praktizierte. Dann wechselte er nach Elbing (bis 1872).

## Politische Karriere
Bis 1859 arbeitete er zugleich als Stadtverordneter und Vertreter der Stadt beim Kreistag. 1858 nahm Forckenbeck am ersten Kongreß deutscher Volkswirte teil und er war einer der Gründer der Volkswirtschaftlichen Gesellschaft für Ost- und Westpreußen. Im selben Jahr wurde er als Vertreter des Wahlkreises Mohrungen–Preußisch Holland in das Preußische Abgeordnetenhaus gewählt, wo er sich der liberalen Fraktion anschloss. Er versuchte dort von Anfang an, eine liberale Partei zu konstituieren. Er trat 1859 dem Deutschen Nationalverein bei und wurde zwei Jahre später in dessen Ausschuss gewählt.
Am 13. Januar 1861 trennte sich die „Fraktion Forckenbeck“ von der altliberalen „Fraktion Vincke“. Forckenbeck gehörte daraufhin im Juni desselben Jahres zu den Gründern der Deutschen Fortschrittspartei. Während des preußischen Verfassungskonfliktes 1862 bis 1866 versuchte er, als führendes Mitglied der Fortschrittspartei, dem offenen Konflikt mit Otto von Bismarck aus dem Weg zu gehen. Aufgrund seiner umsichtigen Bemühungen um Verständigung wurde Forckenbeck von 1866 bis 1873 Präsident des preußischen Abgeordnetenhauses. Er genoss das Vertrauen des damaligen Kronprinzen Friedrich, dem an einem Kompromiss zwischen Bismarck und den Liberalen gelegen war.
1866/67 gründete Max von Forckenbeck mit anderen die Nationalliberale Partei, die – anders als die Fortschrittspartei – Bismarcks Indemnitätsvorlage zustimmte. Im Februar 1867 wurde er in den konstituierenden Reichstag des Norddeutschen Bundes gewählt, im Oktober desselben Jahres als Abgeordneter des Wahlkreises Regierungsbezirk Magdeburg 5 (Wolmirstedt-Neuhaldensleben) auch in den ersten regulären Reichstag. Am 8. Juli 1872 wurde Forckenbeck zum Oberbürgermeister der Stadt Breslau gewählt, damit wurde er von Amts wegen auch Mitglied des Preußischen Herrenhauses. Von 1874 bis 1879 war er Präsident des Reichstages.

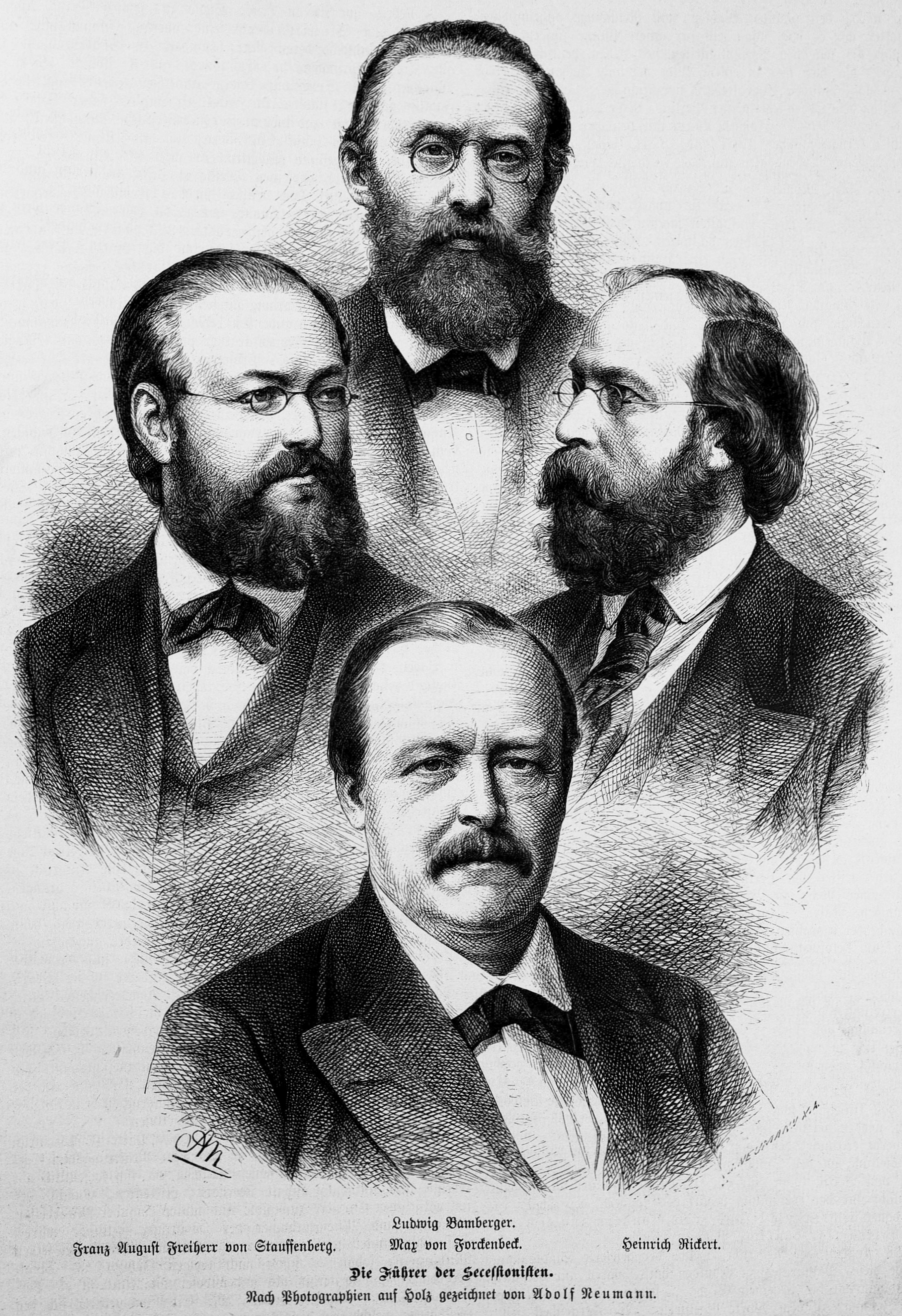
Die Führer der Secessionisten (aus: Die Gartenlaube, 1880), Max von Forckenbeck ganz unten

Forckenbeck war ein führender Vertreter des linken Flügels der Nationalliberalen, der sich 1880 angesichts von Bismarcks Schutzzollpolitik und des siebenjährigen Militärbudgets (Septennat) von der Nationalliberalen Partei trennte (sogenannte Sezession) und die Liberale Vereinigung bildete. Diese vereinigte sich 1884 wieder mit der Fortschrittspartei zur Deutschen Freisinnigen Partei. Ab 1884 vertrat Forckenbeck im Reichstag den niederschlesischen Wahlkreis Regierungsbezirk Liegnitz 2 (Sagan-Sprottau).

## Oberbürgermeister von Berlin
Am 26. September 1878 wurde er mit einer überwältigenden Mehrheit zum Berliner Oberbürgermeister gewählt. 1879 legte er das Amt des Reichstagspräsidenten nieder, um sich seiner Tätigkeit als Bürgermeister zu widmen. Während seiner Amtszeit widmete sich Forckenbeck vor allem der Reform des Schulwesens und dem Ausbau der städtischen Infrastruktur. So wurde zum Beispiel während seiner ersten Amtszeit die Kanalisation und Wasserversorgung der Stadt verbessert und das Verkehrsnetz ausgebaut. Außerdem ließ er die hygienischen Verhältnisse in der Stadt verbessern und in der Stadt zahlreiche Erholungsmöglichkeiten schaffen, zum Beispiel den Viktoriapark in Kreuzberg. Des Weiteren machte sich Forckenbeck für die Privatisierung städtischer Sektoren stark. So wurde ein Großteil der Berliner Straßenbeleuchtung durch private Unternehmen gewährleistet.
Alle diese Verdienste führten dazu, dass Forckenbeck 1890 wiedergewählt wurde. Während seiner zweiten Amtszeit versuchte er vor allem das Verhältnis zwischen staatlicher und städtischer Verwaltung zu verbessern und strebte die Eingemeindung der Berliner Vororte an, die er selbst nicht mehr erlebte. Am 26. Mai 1892 starb Max von Forckenbeck in Berlin an den Folgen einer Lungenentzündung. Sein Grab befand sich auf dem evangelischen Nikolaikirchhof.

## Familie
Er heiratete im Jahr 1856 in Königsberg in Preußen Maria Reschke (1831–1876), Tochter eines Elbinger Gutsbesitzers. Das Paar hatte einen Sohn und drei Töchter:
- Franz (1857–1922), Landgerichtsdirektor in Frankfurt am Main, ⚭ Lisbeth Hagens (* 1868)
- Klara (* 1859), ⚭ Heinrich von Gablenz (1845–1917), preußischer Generalleutnant; der Enkel Carl August von Gablenz war ein Luftfahrtpionier
- Maria (* 1860), ⚭ Ernst Bothe (1854–1942), preußischer Generalleutnant
- Anna (* 1864), ⚭ Konstantin von Bentheim († 1897), preußischer Hauptmann im 2. Garde-Feldartillerie-Regiment

## Städtische Ehrungen
- Gedenktafel in der Jüdenstraße in Berlin-Mitte
- Forckenbeckplatz in Berlin-Friedrichshain
- Forckenbeckstraße in Berlin-Schmargendorf
- Forckenbeckstraße (heute ul. Aleksandra Hercena) bis 1945 im damaligen Breslau

## Werke
- Der General-Bericht der Budget-Kommission erstattet von den Abgeordneten von Forckenbeck. Hermann, Berlin 1865.
- Die Reichstagswahl in Elberfeld-Barmen. Graf von Bismarck, Max von Forckenbeck, Dr. von Schweitzer. Ein Beitrag zur Geschichte der Parteien im Wupperthal. Lucas, Elberfeld 1867.
- Antwort des Oberbürgermeisters von Berlin auf die Angriffe des Reichskanzlers. Gustav Schade, Berlin 1881 (Rede des Oberbürgermeister Dr. von Forckenbeck am 30. April 1881).